# Millie Perkins
Millie Perkins (Passaic (New Jersey), 12 mei 1938) is een Amerikaans actrice en model.
Perkins begon haar carrière als model. In 1958 was ze al uitgegroeid tot een internationaal supermodel die op verschillende covers verscheen. Datzelfde jaar kreeg Perkins de rol van Anne Frank in de biografische film The Diary of Anne Frank, nadat Audrey Hepburn en Natalie Wood deze hadden afgewezen. Ondanks lovende kritieken kreeg Perkins hierna nog maar weinig roem. Haar filmprojecten die volgden bestonden voornamelijk uit kleine bijrollen.
Perkins' carrière bevatte nog enkele pieken. Zo speelde ze tegenover Elvis Presley en Hope Lange in Wild in the Country (1961) en werkte ze regelmatig samen met Jack Nicholson. Ze was van 1960 tot en met 1962 getrouwd met acteur Dean Stockwell. Later trouwde ze met regisseur Robert Thom en begon ze een gezin.
- Bibsys: 6039868
- Biblioteca Nacional de España: XX1493234
- Bibliothèque nationale de France: cb138983744 (data)
- Catàleg d'autoritats de noms i títols de Catalunya: 981058521206406706
- Gemeinsame Normdatei: 173560121
- International Standard Name Identifier: 0000 0001 1474 2513
- Library of Congress Control Number: no00036314
- Nationale bibliotheek van Australië: 40409814
- Nationale Bibliotheek van Israël: 987008729537805171
- Nederlandse Thesaurus van Auteursnamen: 070621179
- Système universitaire de documentation: 131023837
- Trove: 1446411
- Virtual International Authority File: 68472414
- WorldCat: E39PBJkHpkhHvtmHpX7RyVKcfq